# FK Dolina Padina
Fudbalski klub Dolina Padina (FK Dolina Padina, Dolina Padina, Dolina; srpski Фудбалски клуб Долина Падина) je nogometni klub iz Padine, općina Kovačica, Južnobanatski okrug, Vojvodina, Republika Srbija. 
 
U sezoni 2017./18. klub se natječe u Vojvođanskoj ligi "Sjever", ligi četvrtog stupnja nogometnog prvenstva Srbije.

## O klubu
Klub je osnovan 1938. godine pod nazivom Janošik. Završetkom Drugog svjetskog rata, 1945. godine, klub se obnavlja pod nazivom FK Tatra. 1962. godine se forimra športsko društvo "Dolina", te klub od 1964. godine nosi današnji naziv – Dolina. 
 
Najveći uspjeh kluba je igranje u Prvoj ligi Srbije u sezoni 2013./14.

## Uspjesi

### FNRJ / SFRJ
Novosadska liga – II. razred
- prvak: 1984./85.

### Srbija
Srpska liga Vojvodina
- prvak: 2012./13.

Vojvođanska liga Istok
- prvak: 2008./09.

## Pregled po sezonama
| sezona    | rang lige | liga                   | poz.   | klubova u ligi | ut     | pob    | ner    | por    | gol+   | gol-   | bod     | napomene | izvori |
| Dolina    | Dolina    | Dolina                 | Dolina | Dolina         | Dolina | Dolina | Dolina | Dolina | Dolina | Dolina | Dolina  | Dolina   | Dolina |
| --------- | --------- | ---------------------- | ------ | -------------- | ------ | ------ | ------ | ------ | ------ | ------ | ------- | -------- | ------ |
| 2008./09. | IV.       | Vojvođanska liga Istok | 1.     | 18             | 34     | 25     | 5      | 4      | 79     | 23     | 80      |          | [ 1 ]  |
| 2009./10. | III.      | Srpska liga Vojvodina  | 7.     | 16             | 30     | 13     | 3      | 14     | 45     | 40     | 42      |          | [ 2 ]  |
| 2010./11. | III.      | Srpska liga Vojvodina  | 7.     | 16             | 30     | 13     | 7      | 10     | 35     | 39     | 46      |          | [ 3 ]  |
| 2011./12. | III.      | Srpska liga Vojvodina  | 12.    | 15 (16)        | 28     | 10     | 6      | 12     | 30     | 36     | 36      |          | [ 4 ]  |
| 2012./13. | III.      | Srpska liga Vojvodina  | 1.     | 16             | 30     | 17     | 7      | 6      | 55     | 28     | 58      |          | [ 5 ]  |
| 2013./14. | II.       | Prva liga Srbije       | 14.    | 16             | 30     | 9      | 7      | 14     | 31     | 42     | 34      |          | [ 6 ]  |
| 2014./15. | III.      | Srpska liga Vojvodina  | 4.     | 16             | 30     | 14     | 9      | 7      | 35     | 29     | 51      |          | [ 7 ]  |
| 2015./16. | III.      | Srpska liga Vojvodina  | 16.    | 16             | 30     | 3      | 12     | 15     | 25     | 45     | 20 (-1) |          | [ 8 ]  |
| 2016./17. | IV.       | Vojvođaska liga Istok  | 16.    | 16             | 30     | 7      | 1      | 22     | 30     | 95     | 22      |          | [ 9 ]  |
| 2017./18. | V.        | PFL Pančevo            | 2.     | 16             | 30     | 21     | 4      | 5      | 81     | 36     | 67      |          | [ 10 ] |

## Poveznice
- Slovaci u Vojvodini
- FK Dolina Padina Prezentacija, facebook stranica
- fkdolina.freetzi.com
- srbijasport.net, FK Dolina Padina, profil kluba
- srbijasport.net, FK Dolina Padina, rezultati po sezonama
- soccerway.com, FK Dolina Padina, profil kluba
- transfermarkt.com, FK Dolina Padina, profil kluba
- futbol24.com, rezultati
- fsgzrenjanin.com, Stare lige